# Botschaft Venezuelas in Berlin

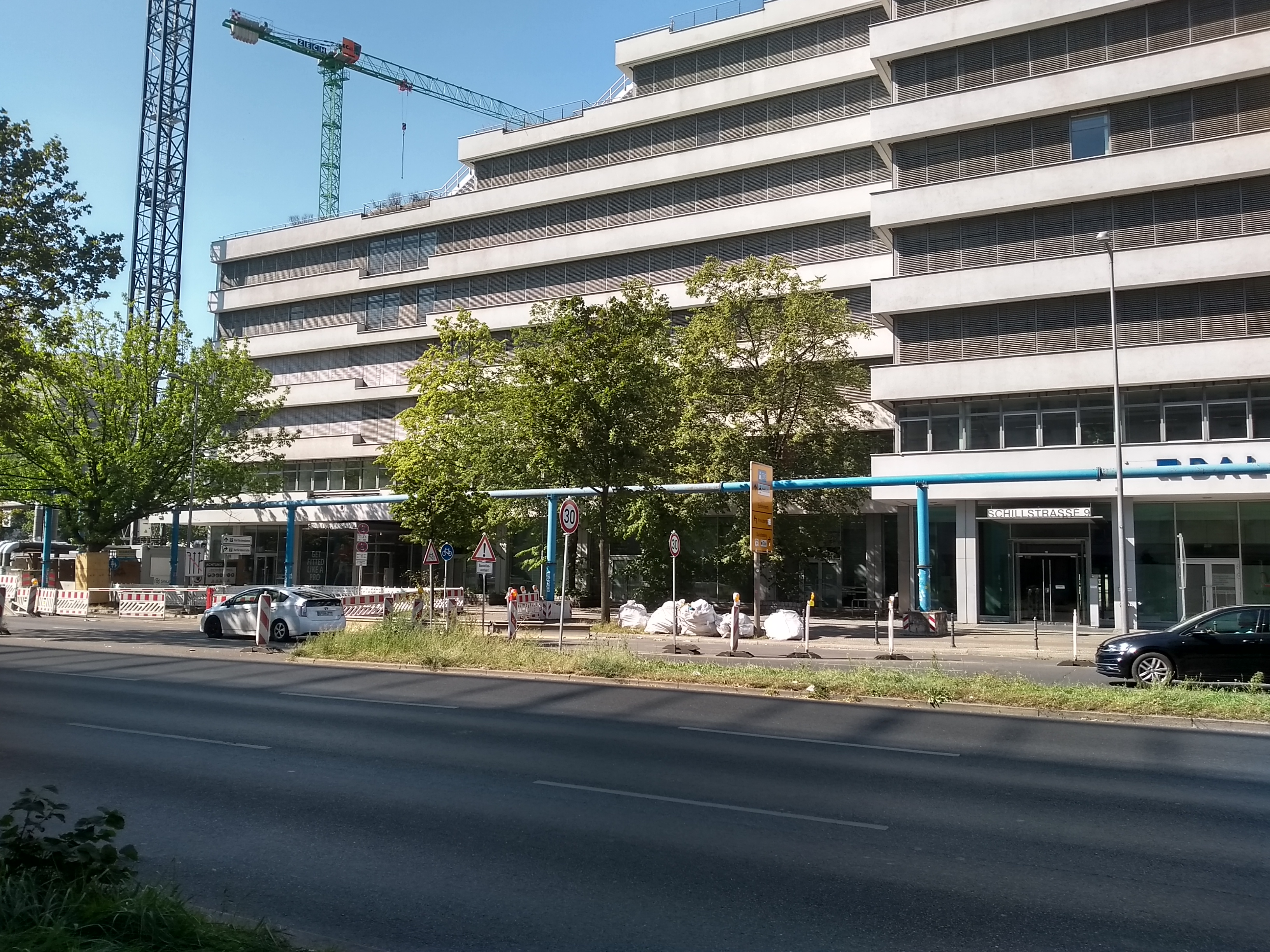
Botschaftssitz Schillstraße 10 in Berlin-Tiergarten

Die Botschaft Venezuelas in Berlin ist die diplomatische Vertretung der Bolivarischen Republik Venezuela in der Bundesrepublik Deutschland. Sie befindet sich im Ortsteil Tiergarten des Bezirks Mitte in der Schillstraße 10. In Frankfurt am Main besteht ein Generalkonsulat Venezuelas.
Botschafter ist seit dem 17. Februar 2015 Orlando Maniglia Ferreira.

## Geschichte
Am 28. April 1952 nahmen Venezuela und die Bundesrepublik Deutschland diplomatische Beziehungen auf. Aufgrund des Umzugs von Parlament und Regierung nach Berlin verlegte die venezolanische Botschaft nach der deutschen Wiedervereinigung ihren Sitz von Bonn nach Berlin.
Zwischen Venezuela und der DDR gab es seit dem 24. Juli 1973 diplomatische Beziehungen. Sie bestanden bis zur deutschen Wiedervereinigung im Jahr 1990. Die Botschaft befand sich in der Ost-Berliner Otto-Grotewohl-Straße 5 (seit 1993: Wilhelmstraße 64).

## Gebäude
Die Botschaft bezog im April 2000 eine von Baumeister Albert Lüdicke 1871 errichtete Villa in der Großen Weinmeisterstraße 53 in Potsdam. Wegen des dortigen Platzmangels verlegte sie im November 2002 ihren Sitz in das Gebäude der Volksfürsorge in der Schillstraße 10 im Berliner Ortsteil Tiergarten. Das Gebäude wurde 1972–1974 nach Entwürfen der Architekten Hans-Joachim Pysall und Eike Rollenhagen errichtet.